# Ritz (cráter)

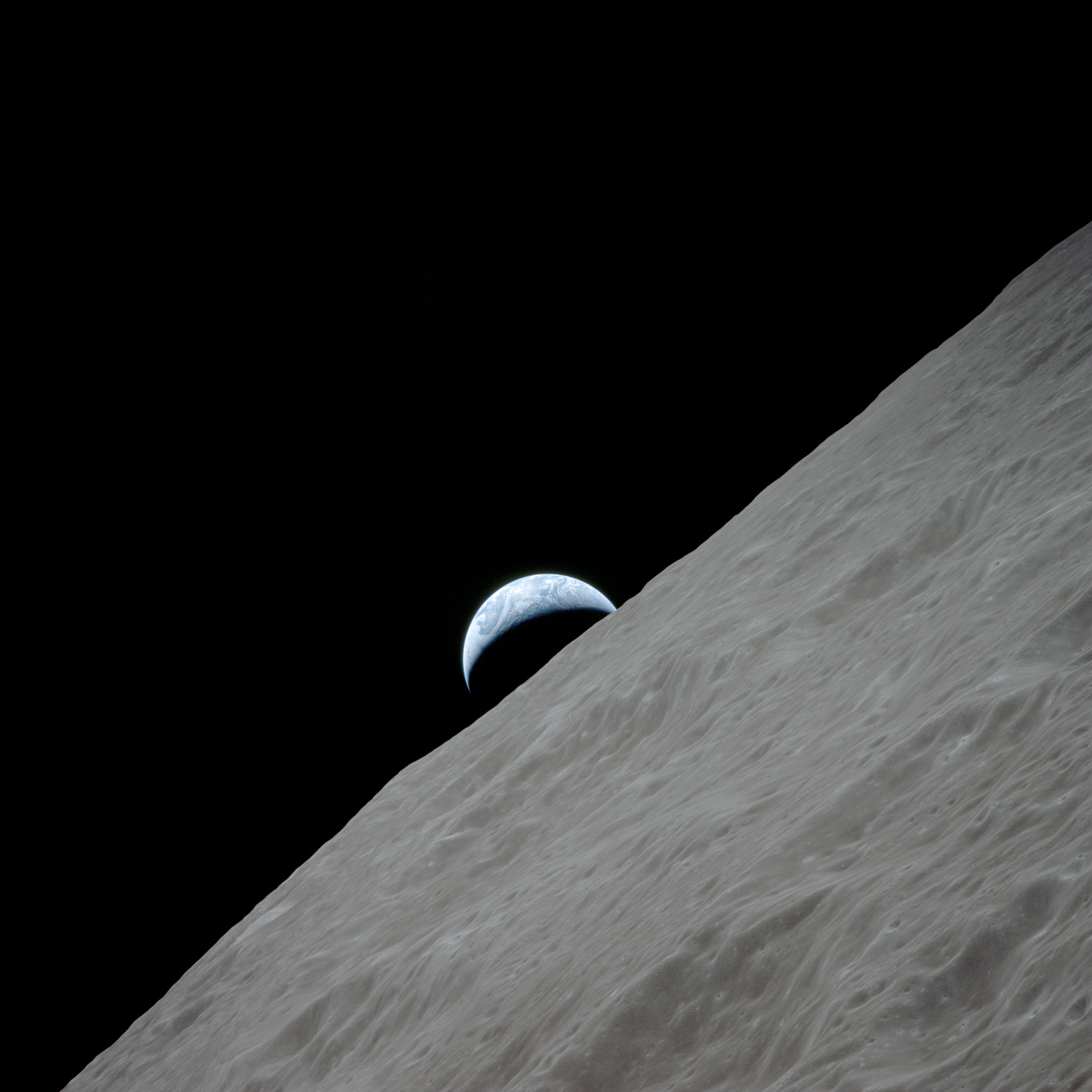
La salida de la Tierra sobre el cráter Ritz. Instantánea a bordo del Apolo 17.

Ritz es un cráter de impacto perteneciente a la cara oculta de la Luna. Está situado justo un poco más allá del limbo oriental. Esta parte de la superficie lunar a veces puede verse desde la Tierra en condiciones favorables de libración y de luz solar. El cráter se encuentra al noroeste del prominente cráter Sklodowska.
Es una formación de cráteres muy desgastada y erosionada que no ha conservado la mayor parte de su estructura original. El borde exterior es una cresta circular irregular que rodea el suelo interior, con un par de pequeños impactos en su parte occidental. El cráter satélite Ritz B está casi unido al borde exterior del sector noreste.

## Cráteres satélite
Por convención estos elementos son identificados en los mapas lunares poniendo la letra en el lado del punto medio del cráter que está más cercano a Ritz.
|      | \| Ritz \| Coordenadas \| Diámetro \| \| ---- \| ----------------------------- \| -------- \| \| B \| 13°42′S 92°48′E / -13.7, 92.8 \| 26 km \| \| J \| 16°00′S 92°54′E / -16.0, 92.9 \| 11 km \| |          |
| Ritz | Coordenadas | Diámetro |
| B    | 13°42′S 92°48′E / -13.7, 92.8 | 26 km    |
| J    | 16°00′S 92°54′E / -16.0, 92.9 | 11 km    |